# New York Fever
El New York Fever fue un equipo de fútbol de Estados Unidos que jugó en la A-League, la desaparecida segunda división de fútbol del país.

## Historia
Fue fundado en el año 1994 en la ciudad de Valhalla, Nueva York por el empresario inglés Bob Butler como un equipo participante de la USISL regresando el fútbol profesional a Nueva York luego de la desaparición del New York Cosmos, logrando ser campeón divisional en 1995. Al finalizar la temporada se fusiona con el New York Centaurs, equipo que se fundó en ese mismo año y que jugaba en la A-League, pasando a la liga y a la sede del Centaurs, equipo que en la temporada de 1995 alcanzó los cuartos de final de la US Open Cup.
El club terminó sexto lugar de su división y desaparece luego de que el Gerente General Tom Neale decidiera mudar a la franquicia a Staten Island y pasara a ser los Staten Island Vipers como equipo de expansión de la temporada 1998.

## Palmarés
- USISL Capital: 1

1995

## Temporadas

### Como Fever
| Año  | División | Liga             | Temporada Regular | Playoffs     | US Open Cup  |
| ---- | -------- | ---------------- | ----------------- | ------------ | ------------ |
| 1994 | N/A      | USISL            | 6º, Northeast     | No clasificó | No participó |
| 1995 | N/A      | USISL Pro League | 1º, Capital       | Mejores 9    | No clasificó |
| 1996 | 2        | A-League         | 6º                | No clasificó | No clasificó |

### Como Centaurs
| Año  | División | Liga     | Temporada Regular | Playoffs     | US Open Cup      |
| ---- | -------- | -------- | ----------------- | ------------ | ---------------- |
| 1995 | 2        | A-League | 6º                | No clasificó | Cuartos de final |

## Entrenadores
- George Vizvary (1994)
- Len Roitman (1995)
- Vladislav Bogićević (1995–96)[5]